# کراسنودنب-سپتکی
کراسنودنب-سپتکی (به لهستانی:  Krasnodęby-Sypytki) یک روستا در لهستان است که در گمینا سوکوووف پودلاسکی واقع شده‌است.